# Неформална логика
Неформалната логика в типологията на мисленето е поле на научните изследвания в логиката, както и в теорията на аргументацията.
Идеята на неформалната логика се появява в руслото на научните изследвания, и е следствие на критичното мислене. В известен смисъл е антипод на формалната логика. По принцип неформалните логически средства се използват за анализ и приложение в полето на хуманитарните (социалните) знания. 
Неформалната логика понякога е определяна и като „клон на логиката“, която има за цел да развие неформални стандарти, критерии и процедури за анализ, тълкуване, оценка, критика и изграждане на аргументация във всекидневния дискурс. 
Редица логици са на мнение, че основна задача на изследванията в областта на неформалната логика е разкриването на логически грешки. 